# Outre-Onega

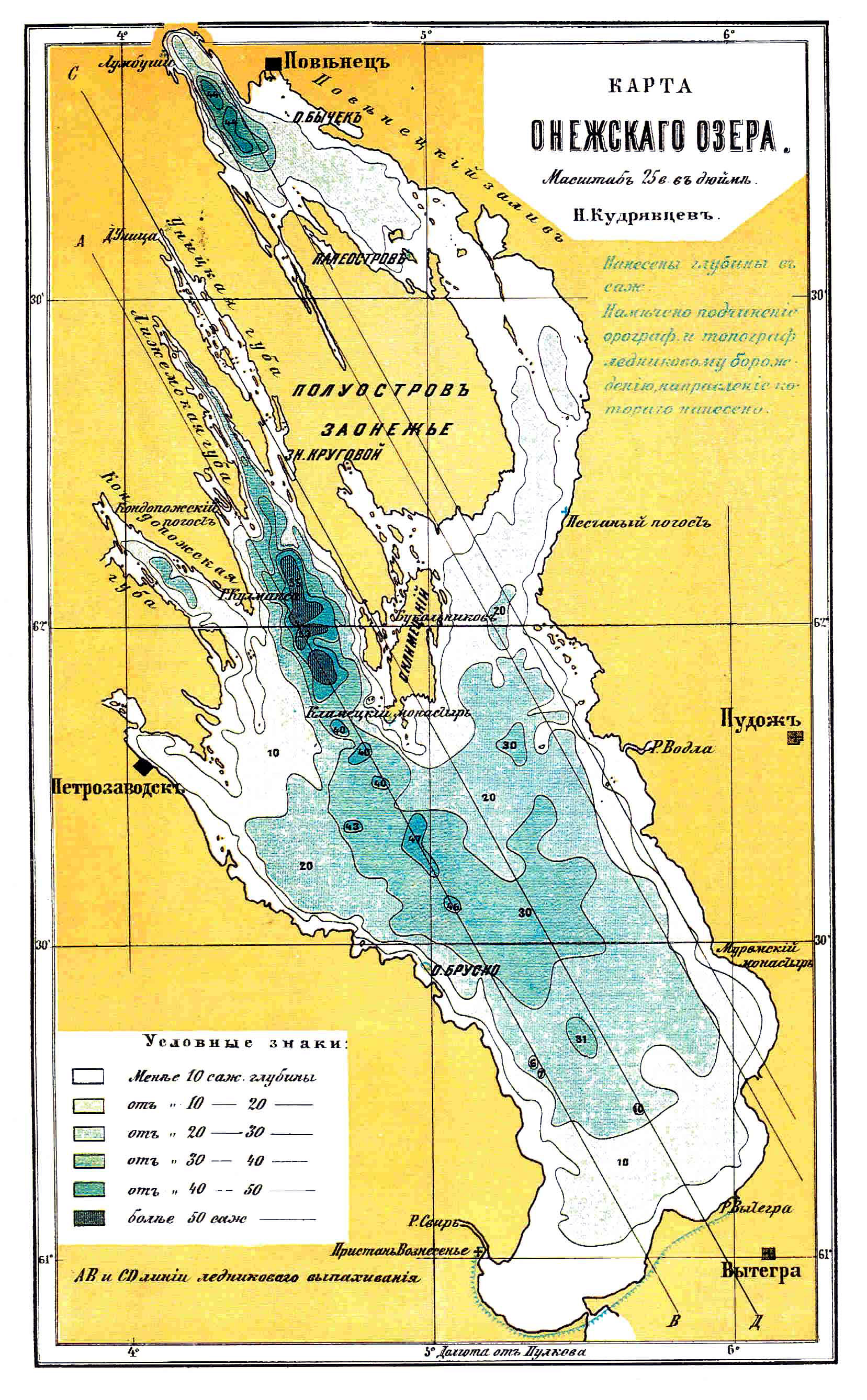
Encyclopédie Brockhaus et Efron : carte du lac Onega avec au nord la presqu'île de l'Outre-Onega

L'Outre-Onega,,, Zaonejie aussi orthographié Zaoniégé, (en russe : Заонежье, en finnois : Äänisniemi) est une presqu'île qui s'avance dans le lac Onega, à proximité des petites îles de l'archipel de Kiji au nord-est du lac. Le préfixe « za » (au-delà) suivi de « onejie » (Onega) donne au nom sa signification : « au-delà du lac Onega ». Ce territoire se trouve sous administration du raïon de Medvejiegorsk dans la république de Carélie une des républiques de la fédération de Russie.

## Géographie et géologie
La presqu'île de Zaonéjie longe au nord-est les eaux de la baie de Povietski, au sud la baie du petit Onega et les eaux du centre du lac Onega, à l'ouest la baie du grand Onega. Les 500 îles de l'archipel de Kiji sont rattachées au territoire de l'Outre-Onega, les plus grandes îles étant : île de Grand Klimenietski, île de Grand Lelikovskiï, l'île des rennes.
Les sols de la péninsule sont des sols carbonates et des roches shungites ,, qui créent une adsorption naturelle avec l'eau du lac et forment la principale composante du « humus de l'Outre-Onega ». La fertilité des sols qui en résulte, attire les agriculteurs depuis le début du développement du territoire de la Carélie.

## Histoire
- La période du début du développement de la Carélie et de l'Outre-Onega date du Mésolithique[8]
- Du Xe siècle au XIIIe siècle, les groupes familiaux et tribaux installés auparavant, les Samis furent suivis par des peuples baltofinnois. Par la suite ce sont les Vepses, les Caréliens et les Finnois (peuple) qui peuplent cette région.
- Depuis le XVe siècle, le territoire de l'Outre-Onega fit partie de la division administrative appelée « Pyatina » d'Onega, de la « seigneurie de Novgorod la grande » (Господин Великий Новгород), de la principauté de Moscou, et fut occupée par des colons russes.
- Au début du XXe siècle le territoire de l'Outre-Onega était devenu le plus densément peuplé du gouvernement d'Olonets.

## Curiosités
Ensembles architecturaux, histoires, peuplement du territoire de l'Outre-Onega:
- 126 monuments architecturaux : maisons, églises, chapelles dans plusieurs villages
- 71 sites archéologiques dont le site néolithique de Pergema.
- 46 points de peuplements ayant une importance historique.
- Le monastère de Paleostrovskiï XVe siècle.
- La zone de préservation de la faune à Kiji.
- L'île de Kiji et son ensemble paroissial, le pogost de Kiji

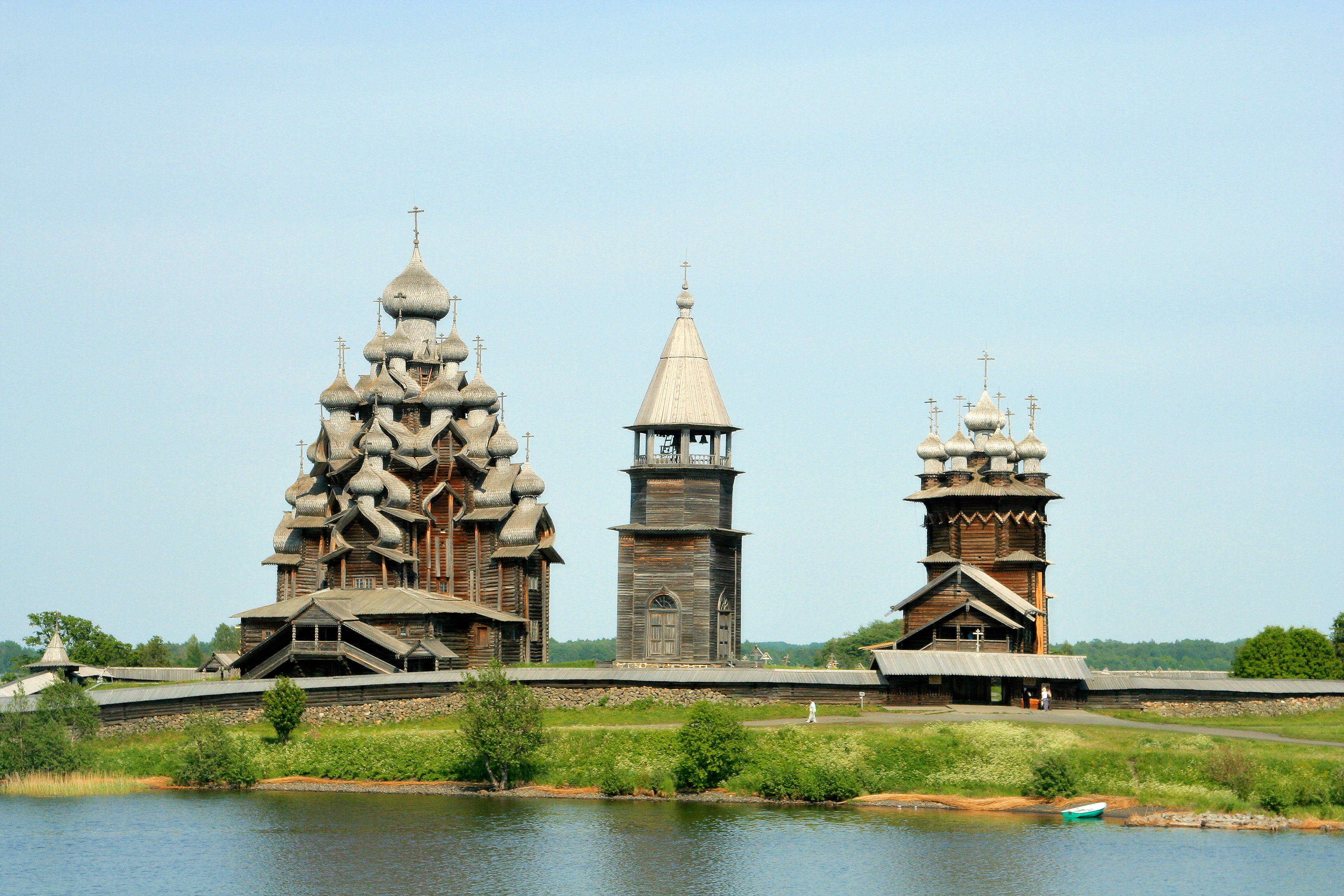
Ensemble du pogost de Kiji, symbole de l'Outre-Onega.